# Ванчиковецька сільська рада
Ванчикове́цька сільська́ ра́да — адміністративно-територіальна одиниця та орган місцевого самоврядування в Новоселицькому районі Чернівецької області. Адміністративний центр — село Ванчиківці.

## Загальні відомості
- Населення ради: 2 902 особи (станом на 2001 рік)

## Населені пункти
Сільській раді були підпорядковані населені пункти:
- с. Ванчиківці
- с. Ванчинець

## Склад ради
Рада складалася з 20 депутатів та голови.
- Голова ради: Каланча Маріан Володимирович
- Секретар ради: Присакару Тамара Вікторівна

### Керівний склад попередніх скликань
| Прізвище, ім'я, по батькові  | Основні відомості                                                         | Дата обрання | Дата звільнення |
| ---------------------------- | ------------------------------------------------------------------------- | ------------ | --------------- |
| Каланча Володимир Михайлович | Сільський голова, 1953 року народження                                    | 26.03.2006   | 01.02.2008      |
| Каланча Маріан Володимирович | Сільський голова, 1978 року народження, освіта вища, безпартійний         | 01.06.2008   | 31.10.2010      |
| Каланча Маріан Володимирович | Сільський голова, 1978 року народження, освіта вища, член Партії регіонів | 31.10.2010   |                 |

Примітка: таблиця складена за даними сайту Верховної Ради України

### Депутати
За результатами місцевих виборів 2010 року депутатами ради стали:

#### За суб'єктами висування
| Суб'єкт висування           | Кількість обраних депутатів | %  |
| --------------------------- | --------------------------- | -- |
| Самовисування               | 18                          | 90 |
| Комуністична партія України | 2                           | 10 |

#### За округами
| № округу                    | Прізвище, ім'я, по батькові    | Дата визнання обраним | Освіта           | Партійна приналежність             | Відомості про обраного депутата                                  |
| --------------------------- | ------------------------------ | --------------------- | ---------------- | ---------------------------------- | ---------------------------------------------------------------- |
| Комуністична партія України |                                |                       |                  |                                    |                                                                  |
| 3                           | Присакар Василь Калинович      | 03.11.2010            | середня          | позапартійний                      | СВК Ванчиківці, завідувач ферми                                  |
| 20                          | Куку Андрій Миколайович        | 03.11.2010            | вища             | позапартійний                      | ВОТ ПМК-152, заступник директора                                 |
| Самовисування               |                                |                       |                  |                                    |                                                                  |
| 1                           | Сака Валерій Калинович         | 03.11.2010            | вища             | позапартійний                      | Кельменецька митниця, інспектор                                  |
| 2                           | Бециу Микола Георгійович       | 03.11.2010            | середня          | позапартійний                      | тимчасово не працює                                              |
| 4                           | Гуцу Володимир Дмитрович       | 03.11.2010            | вища             | позапартійний                      | тимчасово не працює                                              |
| 5                           | Огранович Едуард Володимирович | 03.11.2010            | вища             | позапартійний                      | Ванчиковецька загальноосвітня школа, вчитель                     |
| 6                           | Роман Віталій Калинович        | 03.11.2010            | вища             | позапартійний                      | Ванчиковецька загальноосвітня школа, вчитель                     |
| 7                           | Фока Ауріка Калинівна          | 03.11.2010            | середня          | позапартійна                       | Ванчиковецька сільська рада, спеціаліст                          |
| 8                           | Глігор Вадим Валерійович       | 03.11.2010            | вища             | позапартійний                      | Ванчиковецька загальноосвітня школа, вчитель                     |
| 9                           | Маняца Іван Антонович          | 03.11.2010            | незакінчена вища | позапартійний                      | приватний підприємець                                            |
| 10                          | Рибак Євгенія Серафимівна      | 03.11.2010            | середня          | член Соціалістичної партії України | СВК Ванчиківці, комірник                                         |
| 11                          | Готішану Ілля Феофанович       | 03.11.2010            | вища             | член Партії регіонів               | СВК Ванчиківці, інспектор охорони праці                          |
| 12                          | Светенко Іван Харлампович      | 03.11.2010            | середня          | позапартійний                      | пенсіонер                                                        |
| 13                          | Кожомякіна Ольга Костянтинівна | 03.11.2010            | середня          | член Партії регіонів               | СВК Ванчиківці, бухгалтер                                        |
| 14                          | Кравченко Славік Павлович      | 03.11.2010            | середня          | позапартійний                      | приватний підприємець                                            |
| 15                          | Фурка Раїса Калинівна          | 03.11.2010            | середня          | позапартійна                       | Ванчиковецька сільська рада, головний бухгалтер                  |
| 16                          | Карп Вадим Васильович          | 03.11.2010            | середня          | позапартійний                      | Ванчиковецька сільська рада, землевпорядник                      |
| 17                          | Голбан Анатолій Васильович     | 03.11.2010            | вища             | позапартійний                      | Ванчиковецька сільська рада, голова КП «Ванчиковецьке джерельце» |
| 18                          | Присакару Тамара Вікторівна    | 03.11.2010            | вища             | позапартійна                       | Ванчиковецька сільська рада, секретар                            |
| 19                          | Унку Лілія Валентинівна        | 03.11.2010            | вища             | позапартійна                       | приватний підприємець                                            |